# 霍夫曼莊園
霍夫曼莊園（英語：Hoffman Estates）是位於美國伊利諾州的一個村莊，其主體在庫克縣內，少部分歸凱恩縣管轄。它位於芝加哥的郊區，2010年人口達51,895。西爾斯百貨和凱馬特的總部、森精机的美國總部位於此地，风城公牛的主場希爾斯中心也位於此地。

## 外部連接
- Village of Hoffman Estates official website （页面存档备份，存于）